# Стефаноз II (князь Кахетії)
Стефаноз II (груз. სტეფანოზ; д/н — 736) — 4-й еріставі (князь) Кахетії в 684—736 роках.

## Життєпис
Походив з династії Хосровідів. Син Адарнасе II, ерісмтавара Іберії. Про олоді роки обмаль відомостей. 684 року після загибелі батька зумів зберегти за своєю династією Кахетінське князівство.
Активно боровся проти вторгнення аланів й хозарів. Згодом уклав з останніми союз, спрямований проти арабів і Іберійського князівства. Також був союзником або васалом Нарсе, верховного князя Кавказької Албанії.
В старовинних літописах згадується як захисник віри та будівельник церков. Ймовірно активно чинив спротив намірам арабських валі (намісників) аль-Армінії ісламізувати регіон. Можливо прийняв титул еріставт-еріставі (князь князів).
730 року відправив молодшого сина Арчіла до двору іберійського ерісмтавара Гуарама III. Можливо це було викликано вторгненням хозарського війська на Кавказ, а Стефаноз II намагався зберегти одного синів. За іншою версією під тиском хозаріввизнав зверхність Гуарама III.
736 року долучився до антиарабської коаліції, але зазнав поразки від Марвана. За різними версіями загинув в одній з битв або помер в Лазиці, перед тим розділивши скарбницю між синами. Трон спадкував його старший син Міріан.